# Eleocharis yezoensis
Eleocharis yezoensis är en halvgräsart som beskrevs av Hiroshi Hara. Eleocharis yezoensis ingår i släktet småsäv, och familjen halvgräs. Inga underarter finns listade i Catalogue of Life.